# Saison 1 de Walker
Chronologie
Saison 2
Cet article présente le guide des épisodes de la première saison de la série télévisée américaine Walker.

## Distribution
- Jared Padalecki (VF : Damien Boisseau) : Cordell Walker
- Keegan Allen (VF : Arnaud Laurent) : Liam Walker, petit frère de Cordell
- Mitch Pileggi (VF : José Luccioni puis Thierry Hancisse) : Bonham Walker, père de Cordell et Liam
- Molly Hagan (VF : Patricia Piazza) : Abeline Walker, mère de Cordell et Liam
- Coby Bell (VF : Mathieu Albertini) : le capitaine Larry James
- Jeff Pierre (VF : Mike Fédée) : Trey Barnett
- Violet Brinson (VF : Cindy Lemineur) : Stella Walker, fille adolescente de Cordell
- Kale Culley (VF : Garlan Le Martelot) : August Walker, fils adolescent de Cordell
- Lindsey Morgan (VF : Barbara Beretta) : Michelle « Micki » Ramirez, partenaire de Cordell dans les Texas Rangers

### Acteurs récurrents
- Odette Annable (VF : Karine Foviau) : Geraldine « Geri » Broussard, amie d'Emily et Cordell
- Genevieve Padalecki (VF : Marie-Eugénie Maréchal) : Emily, la défunte épouse de Cordell
- Alex Landi (VF : Kévin Goffette) : Bret, fiancé de Liam
- Austin Nichols (VF : Michael Aragones) : Clint West
- Matt Barr (VF : Thibaut Lacour) : Hoyt Rawlins, le meilleur ami de Cordell
- Gavin Casalegno (VF : Arthur Khong) : Trevor Strand, le fils de Clint West
- Jeffrey Nordling (VF : Thierry Walker) : Stan Morrison[1]
- Gabriela Flores (VF : Clara Soares) : Isabel Muñoz, la meilleure amie de Stella
- Joe Perez (VF : Thierry Walker) : Carlos Mendoza
- Madelyn Kientz (VF : Zina Khakhoulia) : Ruby
- Mandy McMillian (VF : Marianne Leroux) : Connie Richards

## Liste des épisodes

### Épisode 1:Un seul être vous manque
- États-Unis : 21 janvier 2021 sur The CW
- Belgique : 25 octobre 2021 sur Plug RTL

### Épisode 2:En selle
- États-Unis : 28 janvier 2021 sur The CW
- Belgique : 25 octobre 2021 sur Plug RTL

### Épisode 3:Vieux amis
- États-Unis /  Canada : 4 février 2021 sur The CW
- Belgique : 1er novembre 2021 sur Plug RTL

### Épisode 4:Faire tomber les barrières
- États-Unis : 11 février 2021 sur The CW
- Belgique : 1er novembre 2021 sur Plug RTL

### Épisode 5:Duke
- États-Unis : 18 février 2021 sur The CW
- Belgique : 8 novembre 2021 sur Plug RTL

### Épisode 6:Démolition
- États-Unis : 11 mars 2021 sur The CW
- Belgique : 8 novembre 2021 sur Plug RTL

### Épisode 7:Suivre la piste
- États-Unis : 18 mars 2021 sur The CW
- Belgique : 15 novembre 2021 sur Plug RTL

### Épisode 8:Tornade sur Austin
- États-Unis : 8 avril 2021 sur The CW
- Belgique : 15 novembre 2021 sur Plug RTL

### Épisode 9:Règle numéro 17
- États-Unis : 15 avril 2021 sur The CW
- Belgique : 22 novembre 2021 sur Plug RTL

### Épisode 10:Le Blues du cambrioleur
- États-Unis : 6 mai 2021 sur The CW
- Belgique : 22 novembre 2021 sur Plug RTL

### Épisode 11:Liberté
- États-Unis : 13 mai 2021 sur The CW
- Belgique : 29 novembre 2021 sur Plug RTL

### Épisode 12:Histoire de famille
- États-Unis : 20 mai 2021 sur The CW
- Belgique : 29 novembre 2021 sur Plug RTL

### Épisode 13:Défendre le ranch
- États-Unis : 10 juin 2021 sur The CW
- Belgique : 6 décembre 2021 sur Plug RTL

### Épisode 14:Le Lama
- États-Unis : 17 juin 2021 sur The CW
- Belgique : 13 décembre 2021 sur Plug RTL

### Épisode 15:Sa vraie fille
- États-Unis : 24 juin 2021 sur The CW
- Belgique : 20 décembre 2021 sur Plug RTL

### Épisode 16:Pomme pourrie
- États-Unis : 15 mars 2021 sur The CW
- Belgique : 27 décembre 2021 sur Plug RTL

### Épisode 17:Révélation
- États-Unis : 22 juillet 2021 sur The CW
- Belgique : 3 janvier 2022 sur Plug RTL

### Épisode 18:Prendre le volant
- États-Unis : 12 août 2021 sur The CW
- Belgique : 7 janvier 2022 sur Plug RTL